# Rytidosperma quirihuense
Rytidosperma quirihuense là một loài thực vật có hoa trong họ Hòa thảo. Loài này được C.M.Baeza mô tả khoa học đầu tiên năm 2002.